# Station Wallers
Station Wallers is een spoorwegstation in de Franse gemeente Wallers.